# Oksjärvi (sjö i Egentliga Tavastland, lat 61,20, long 24,82)
Oksjärvi är en sjö i Finland. Den ligger i kommunen Tavastehus i landskapet Egentliga Tavastland, i den södra delen av landet, 110 km norr om huvudstaden Helsingfors. Oksjärvi ligger 90,1 meter över havet. Arean är 2,26 kvadratkilometer och strandlinjen är 21,82 kilometer lång. Sjön  ingår i Kumo älvs huvudavrinningsområde.   I omgivningarna runt Oksjärvi växer i huvudsak blandskog.
I övrigt finns följande i Oksjärvi:
- Heposaari (en ö)
- Voltinsaari (en ö)
- Kivisaari (en ö)